# Enmore Theatre
L'Enmore Theatre è un teatro situato a Sydney, in Australia. Aperto nel 1908, è il maggiore teatro del Nuovo Galles del Sud.
Sorge lungo Enmore Road, nel sobborgo di Enmore. Il suo caratteristico stile pre-art déco ha valso all'edificio l'inclusione nel Registro degli Edifici Storici dell'Australian Institute of Architects.
Oltre a spettacoli teatrali ospita anche concerti. Negli anni è stato sede di esibizioni dal vivo di artisti quali KISS, Nas, The Rolling Stones, Oasis, Paramore, Coldplay, The Offspring, Arctic Monkeys, White Stripes, Beady Eye, Noel Gallagher, Kraftwerk, Marilyn Manson, The Tea Party e Nightwish.